# نخود سیاه
نخود سیاه نوعی نخود است به رنگ بنفش تیره است که چون باعث تیره شدن آش می‌شود، معمولاً به صورت خوراک نخود استفاده می‌شود. چون مصرف آن رایج نیست، کمیاب است. به همین دلیل ضرب‌المثل «کسی را به دنبال نخود سیاه فرستادن» وجود دارد.
اخیراً به دلیل خواص درمانی، مورد مصرف انگلیسی‌ها قرار گرفته‌است؛ چون انگلیسی‌ها عادت به پختن تنوعی از مواد اولیه ندارند.